# Віткино
Ві́ткино (рос. Веткино, марій. Веткан почиҥга) — присілок у складі Сернурського району Марій Ел, Росія. Входить до складу Верхньокугенерського сільського поселення.

## Населення
Населення — 32 особи (2010; 36 у 2002).
Національний склад (станом на 2002 рік):
- марі — 94 %